# Aumi
Aumi är en ort i Amerikanska Samoa (USA).   Den ligger i distriktet Östra distriktet, i den västra delen av landet, 6 kilometer öster om huvudstaden Pago Pago. Aumi ligger 8 meter över havet och antalet invånare är 249.
Terrängen runt Aumi är huvudsakligen kuperad, men åt sydväst är den platt. Havet är nära Aumi åt sydost.  Närmaste större samhälle är Pago Pago, 6,2 kilometer väster om Aumi. 